# Sainte-Gemmes
Pour les articles homonymes, voir Sainte-Gemme.
Sainte-Gemmes est une commune historique du nord du Loir-et-Cher (région Centre-Val de Loire), reléguée au statut de commune déléguée depuis 2017 et la fusion administrative avec les communes voisines d'Oucques, Baigneaux et Beauvilliers pour créer la commune nouvelle d'Oucques La Nouvelle.

## Toponymie

### Nom actuel
Le nom de la commune est un hagiotoponyme : son nom se base sur le vocable de son église paroissiale, devouée à la sainte Gemma de Saintonge, martyr portugaise en Aquitaine.

### Évolution du nom de la commune
Sous la Révolution, la volonté de déchristianiser la société française requiert un changement du toponyme : par délibération du conseil général de la commune, et en application du décret du 25 vendémiaire an II (16 octobre 1793), la commune nouvellement créée de Sainte-Gemmes fut ainsi temporairement rebaptisée Gentlibre,.
La commune récupéra son nom traditionnel en 1801.

## Histoire

### Depuis 2017
En 2017, Sainte-Gemmes se regroupe avec la commune d'Oucques ainsi que deux de ses voisines, à savoir Baigneaux et Beauvilliers, pour ainsi former Oucques La Nouvelle.

## Politique et administration

### Liste des maires
| Période                                  | Période       | Identité       | Étiquette | Qualité              |
| ---------------------------------------- | ------------- | -------------- | --------- | -------------------- |
| Les données manquantes sont à compléter. |               |                |           |                      |
| avant 1981                               |               | Marcel Leroux  |           |                      |
| mars 2001                                | 2008          | André Gaussant |           |                      |
| mars 2008                                | décembre 2016 | Pierre Leroux  | DVD       | Agriculteur retraité |

Depuis 2017 et la création d'Oucques La Nouvelle, le maire élu à Oucques est maire délégué au maire de la commune nouvelle. 
| Période                                  | Période  | Identité       | Étiquette | Qualité              |
| ---------------------------------------- | -------- | -------------- | --------- | -------------------- |
| Les données manquantes sont à compléter. |          |                |           |                      |
| janvier 2017                             | mai 2020 | Pierre Leroux  | DVD       | Agriculteur retraité |
| mai 2020                                 | en cours | Laurent Bruère |           |                      |

## Population et société

### Démographie
L'évolution du nombre d'habitants est connue à travers les recensements de la population effectués dans la commune depuis 1793. À partir du 1er janvier 2009, les populations légales des communes sont publiées annuellement dans le cadre d'un recensement qui repose désormais sur une collecte d'information annuelle, concernant successivement tous les territoires communaux au cours d'une période de cinq ans. 
Pour les communes de moins de 10 000 habitants, une enquête de recensement portant sur toute la population est réalisée tous les cinq ans, les populations légales des années intermédiaires étant quant à elles estimées par interpolation ou extrapolation. Pour la commune, le premier recensement exhaustif entrant dans le cadre du nouveau dispositif a été réalisé en 2008,.
En 2014, la commune comptait 102 habitants, en évolution de +2 % par rapport à 2009 (Loir-et-Cher : +1,74 %, France hors Mayotte : +2,49 %).
| 1793 | 1800 | 1806 | 1821 | 1831 | 1836 | 1841 | 1846 | 1851 |
| ---- | ---- | ---- | ---- | ---- | ---- | ---- | ---- | ---- |
| 240  | 247  | 242  | 215  | 232  | 248  | 226  | 230  | 227  |

| 1856 | 1861 | 1866 | 1872 | 1876 | 1881 | 1886 | 1891 | 1896 |
| ---- | ---- | ---- | ---- | ---- | ---- | ---- | ---- | ---- |
| 223  | 225  | 242  | 256  | 253  | 248  | 226  | 216  | 227  |

| 1901 | 1906 | 1911 | 1921 | 1926 | 1931 | 1936 | 1946 | 1954 |
| ---- | ---- | ---- | ---- | ---- | ---- | ---- | ---- | ---- |
| 231  | 232  | 217  | 189  | 165  | 160  | 167  | 150  | 165  |

| 1962 | 1968 | 1975 | 1982 | 1990 | 1999 | 2008 | 2013 | 2014 |
| ---- | ---- | ---- | ---- | ---- | ---- | ---- | ---- | ---- |
| 164  | 154  | 140  | 133  | 109  | 86   | 100  | 102  | 102  |

### Pyramide des âges
La population de la commune est relativement âgée. Le taux de personnes d'un âge supérieur à 60 ans (28 %) est en effet supérieur au taux national (21,6 %) et au taux départemental (26,3 %).
Contrairement aux répartitions nationale et départementale, la population masculine de la commune est supérieure à la population féminine (51 % contre 48,4 % au niveau national et 48,6 % au niveau départemental).
La répartition de la population de la commune par tranches d'âge est, en 2007, la suivante :
- 51 % d'hommes (0 à 14 ans = 23,5 %, 15 à 29 ans = 2 %, 30 à 44 ans = 35,3 %, 45 à 59 ans = 11,8 %, plus de 60 ans = 27,4 %) ;
- 49 % de femmes (0 à 14 ans = 24,5 %, 15 à 29 ans = 4,1 %, 30 à 44 ans = 28,6 %, 45 à 59 ans = 14,3 %, plus de 60 ans = 28,5 %).

| Hommes | Classe d’âge | Femmes |
| ------ | ------------ | ------ |
| 0,0    | 90 ans ou +  | 2,0    |
| 9,8    | 75 à 89 ans  | 10,2   |
| 17,6   | 60 à 74 ans  | 16,3   |
| 11,8   | 45 à 59 ans  | 14,3   |
| 35,3   | 30 à 44 ans  | 28,6   |
| 2,0    | 15 à 29 ans  | 4,1    |
| 23,5   | 0 à 14 ans   | 24,5   |

| Hommes | Classe d’âge | Femmes |
| ------ | ------------ | ------ |
| 0,6    | 90 ans ou +  | 1,6    |
| 8,3    | 75 à 89 ans  | 11,5   |
| 14,8   | 60 à 74 ans  | 15,7   |
| 21,4   | 45 à 59 ans  | 20,6   |
| 20,3   | 30 à 44 ans  | 19,2   |
| 16,2   | 15 à 29 ans  | 14,7   |
| 18,5   | 0 à 14 ans   | 16,7   |

## Culture locale et patrimoine

### Lieux et monuments
- L'église Sainte-Gemmes comporte quelques éléments classés au Patrimoine, notamment son retable, sa grille venant de l'abbaye du petit Citeaux. Des peintures murales ont été découvertes récemment et ont été restaurées[10].

### Héraldique
|  | Les armoiries de Sainte-Gemmes se blasonnent ainsi : Fascé d'argent et de gueules de huit pièces, à l'anille de sable brochant en abîme. Création J.P. Fernon (1998). |